# Althegelianer
Als Althegelianer oder Rechtshegelianer wird die Anhängerschaft Georg Wilhelm Friedrich Hegels bezeichnet, die konservativ orientiert den preußischen Staat bejahte und in Hegel den Vollender der christlichen Philosophie sah.
David Friedrich Strauß prägte im Verlauf der Kontroverse um sein 1835 veröffentlichtes kritisch-theologisches Buch Das Leben Jesu die Begriffe des Rechtshegelianismus und Linkshegelianismus, die bereits kurze Zeit nach Hegels Tod entstanden, da sich die Intellektuellen in eine sogenannte althegelianische und junghegelianische Richtung spalteten.

## Bekannte Althegelianer
- Karl Daub (1765–1836)
- Philipp Konrad Marheineke (1780–1846)
- Carl Friedrich Göschel (1781–1861)
- Johannes Schulze (1786–1869)
- Georg Andreas Gabler (1786–1853)
- Eduard Gans (1798–1839)
- Leopold von Henning (1791–1866)
- Hermann Friedrich Hinrichs (1794–1861)
- Karl Schnaase (1798–1875)
- Karl Ludwig Michelet (1801–1893)
- Ludwig Boumann (1801–1871)
- Heinrich Gustav Hotho (1802–1873)
- Karl Rosenkranz (1805–1873)
- Johann Eduard Erdmann (1805–1892)
- Julius Schaller (1810–1868)
- Constantin Rößler (1820–1896)
- Adolf Lasson (1832–1917)
- Julius Binder (1870–1939)
- Theodor L. Haering (1884–1964)
- Gerhard Dulckeit (1904–1954)
- Karl Larenz (1903–1993).